# Зара Гронерт
Зара Гронерт (нім. Sarah Gronert; нар. 6 липня 1986) — колишня німецька тенісистка.
Найвищу одиночну позицію світового рейтингу — 164 місце досягла 14 травня 2012 року.
Здобула 9 одиночних та 1 парний титул туру ITF.

## Фінали ITF

### Одиночний розряд (9–5)
| Легенда          |
| ---------------- |
| турніри $100,000 |
| турніри $75,000  |
| турніри $50,000  |
| турніри $25,000  |
| турніри $10,000  |

| Фінали за покриттям |
| ------------------- |
| Тверде (4–1)        |
| Ґрунт (3–4)         |
| Трава (0–0)         |
| Килим (2–0)         |

| Результат | Ранг | Дата            | Турнір                                             | Покриття   | Суперниця              | Рахунок             |
| --------- | ---- | --------------- | -------------------------------------------------- | ---------- | ---------------------- | ------------------- |
| Поразка   | 1.   | 23 березня 2008 | ITF Ам'єн, Франція                                 | Ґрунт (i)  | Карла Мраз             | 4–6, 7–5, 1–6       |
| Перемога  | 1.   | 25 січня 2009   | ITF Каарст, Німеччина                              | Килим (i)  | Ірина Кузьміна         | 2–6, 6–4, 7–5       |
| Перемога  | 2.   | 7 березня 2009  | ITF Раанана, Ізраїль                               | Ґрунт      | Лавінія Лоббінґер      | 6–0, 6–1            |
| Перемога  | 3.   | 19 липня 2009   | ITF Дармштадт, Німеччина                           | Ґрунт      | Зузана Кучова          | 6–1, 6–1            |
| Перемога  | 4.   | 16 серпня 2009  | Reinert Open, Німеччина                            | Ґрунт      | Дарія Юрак             | 6–3, 3–6, 7–6(5)    |
| Поразка   | 2.   | 23 серпня 2009  | ITF Вальштедт, Німеччина                           | Ґрунт      | Сандра Мартинович      | 6–2, 1–6, 4–6       |
| Перемога  | 5.   | 17 січня 2010   | GB Pro-Series Glasgow, Велика Британія             | Тверде (i) | Юлія Бабілон           | 2–6, 6–2, 6–1       |
| Поразка   | 3.   | 26 червня 2010  | ITF Гечо, Іспанія                                  | Ґрунт      | Сільвія Солер Еспіноза | 2–6, 1–6            |
| Перемога  | 6.   | 30 січня 2011   | ITF Каарст, Німеччина                              | Килим (i)  | Анна Цая               | 6–7(4), 7–6(5), 6–3 |
| Перемога  | 7.   | 24 липня 2011   | ITF Рексем, Велика Британія                        | Тверде     | Ленка Вєнерова         | 6–4, 6–4            |
| Поразка   | 4.   | 7 серпня 2011   | Ladies Open Hechingen, Німеччина                   | Ґрунт      | Татьяна Марія          | 3–6, 4–6            |
| Поразка   | 5.   | 28 серпня 2011  | ITF Стамбул, Туреччина                             | Тверде     | Вікторія Ларр'єр       | 3–6, 6–1, 5–7       |
| Перемога  | 8.   | 5 лютого 2012   | GB Pro-Series Сандерленд, Велика Британія          | Тверде (i) | Анніка Бек             | 3–6, 6–2, 6–3       |
| Перемога  | 9.   | 21 липня 2012   | Жіночий світовий тенісний тур ITF, Велика Британія | Тверде     | Діана Марцинкевич      | 6–2, 6–3            |

### Парний розряд (1–0)
| Легенда         |
| --------------- |
| турніри $50,000 |
| турніри $25,000 |
| турніри $10,000 |

| Фінали за покриттям |
| ------------------- |
| Тверде (0–0)        |
| Ґрунт (1–0)         |
| Килим (0–0)         |

| Результат | Дата           | Турнір               | Покриття | Партнерка   | Суперниці                        | Рахунок  |
| --------- | -------------- | -------------------- | -------- | ----------- | -------------------------------- | -------- |
| Перемога  | 6 березня 2009 | ITF Раанана, Ізраїль | Ґрунт    | Керен Шломо | Луція Коварчикова Зузана Лінгова | 7–5, 7–5 |